# Горбачик Андрій Петрович
Горбачик Андрій Петрович — український соціолог, кандидат фізико-математичний наук, декан факультету соціології Київського національного університету імені Тараса Шевченка з 2007 року.

## Освіта й кар'єра
- 1980 — закінчив Київський державний університет імені Тараса Шевченка, факультет кібернетики.
- 1986 — кандидатська дисертація за темою: «Семантичне конструювання програм».
- 1980–1990 — науковий співробітник Обчислювального центру Київського національного університету імені Тараса Шевченка.
- 1992–1999 — заступник декана факультету соціології та психології.
- 2003–2007 — завідувач кафедри методології та методів соціологічних досліджень.
- З 2007–2020   — декан факультету соціології КНУ імені Тараса Шевченка.

## Проекти
Андрій Горбачик розробив пакет комп'ютерних програм статистичного аналізу емпіричних соціологічних даних, ОСА, який використовується у багатьох дослідницьких організаціях та університетах України і Росії.
Ним створені теоретичні засади та практична реалізація першого в Україні комп'ютерного банку соціологічних даних.
Є членом редколегій періодичних наукових фахових видань.
1992–2007 — Співкерівник та відповідальний виконавець ряду науково-дослідних проектів та міжнародних програм.
2004 — Національний координатор в Україні міжнародного порівняльного проекту «Європейське соціальне дослідження».
1999–2002 — Вчений секретар спеціальної ради Київського національного університету імені Тараса Шевченка із захисту дисертацій.
Як запрошений викладач читав курси лекцій в НаУКМА (1993-99, 2003-05), університеті штату Айова (США, 2001), Східноєвропейському національному університеті імені Лесі України (2006–2007), проводив майстер-класи в Інституті соціології НАН України (2003–2006) та Харківському національному університеті імені В. Н. Каразіна (2002).

## Наукові інтереси
Міжнародні порівняльні соціологічні дослідження, кількісні методи аналізу даних соціологічних досліджень, методологія соціологічних досліджень, соціологія політики.

## Публікації
Автор більш ніж 60 наукових статей та розділів у колективних монографіях, співавтор 3 навчальних посібників.
- Ukraine and Europe: outcomes of international comparative sociological survey . K.: Institute of Sociology NAS of Ukraine, 2007. (у співавт.)
- Аналіз даних соціол. досліджень засобами SPSS: Навчен. посіб.- Луцьк, 2008 (у співавт.)

Political culture of society in the conditions of radical social changes. A comparative analysis of Poland and Ukraine. — Institute for Advanced Studies, Sociological Series, № 39, Vienna, 2000. (у співавт.)
- Political Orientations and the Social Well-Being of the Ukrainian Population // International Journal of Sociology, Winter 1999–2000, Vol.29 No. 4.
- Статистичні методи обробки соціологічної інформації // Соціологія (під ред. Городяненка В. Г.), Київ, «Академія», 1999
- Обробка та аналіз первинної соціологічної інформації // Соціологія (під ред. Макєєва С.), Київ, 1999
- Використання банків даних емпіричних соціологічних досліджень в навчальному процесі // Методологія, теорія та практика соціологічного аналізу сучасного суспільства, Харків, 1999
- Измерение социального самочувствия: тест ИИСС //.Социология: методология, методы, математические модели, № 10, М., 1998(у співавт.)[3]